# Samuel Eilenberg
Samuel Eilenberg (30 de septiembre de 1913-30 de enero de 1998) fue un matemático polaco. Nació en Varsovia (Polonia) y murió en Nueva York (Estados Unidos).
La topología fue su principal interés: trabajó en el tratamiento axiomático de la teoría de la homología con Norman Steenrod, y en el álgebra homológica con Saunders MacLane, escribió un libro sobre el tema anterior con Henri Cartan que llegó a ser un clásico, y tomó parte en los encuentros del grupo Bourbaki. Después se dedicó principalmente a la teoría de las categorías, siendo uno de los fundadores del campo. El telescopio de Eilenberg es una construcción sorprendente, que aplica la idea de la cancelación telescópica a los módulos proyectivos.
Eilenberg también escribió un importante libro sobre teoría de autómatas.